# إم-84
إم-84 (بالصربوكرواتية: M-84) هي دبابة قتال رئيسية أنتجاتها جمهورية يوغسلافيا الاشتراكية كنسخة يوغسلافية عن الدبابة السوفيتية تي-72. دخلت دبابة إم-84 الخدمة عام 1984 لدى القوات المسلحة اليوغسلافية وصدر منها إلى الكويت 150 دبابة وبالإضافة إلى الكويت تعمل الدبابة حاليًا في خدمة القوات المسلحة لكل من صربيا كرواتيا البوسنة وسلوفينيا.

## التاريخ

### الحصول على الرخصة السوفيتية
يرجع تاريخ الدبابة إم-84 إلى عام 1975 حينما استشعرت الحكومة اليوغسلافية آنذاك حاجة جيشها إلى دبابات حديثة لتحل محل الدبابات الأقدم العاملة في جيشها من طرازي تي-34 وتي-55 ، كما أظهرت إحدى الدراسات آنذاك حاجة الجيش اليوغسلافي إلى 2,000 دبابة منها 1,000 دبابة خلال العشر سنوات القادمة حتى العام 1985 لاستبدال دبابات تي-55 المتقادمة و1,000 دبابة أخرى خلال العشر سنوات التي تليها.
في ذلك الوقت كانت قد ظهرت دبابة تي-72 في الاتحاد السوفيتي، فسعت يوغسلافيا للحصول على رخصة لتصنيعها داخل أراضيها، وتحقق ذلك حينما وافق الاتحاد السوفيتي عام 1979 على منح يوغسلافيا الرخصة بعد محادثات رفيعة المستوى مع الاتحاد السوفيتي، تضمنت شروط الرخصة التي اشترتها يوغسلافيا بـ 39 مليون دولار كمية إنتاج لا تزيد عن 1,000 دبابة أو مدة 10 سنوات وأن لا تبيع يوغسلافيا أو تعدل أو تدخل في شراكة مع دولة أخرى دون موافقة الاتحاد السوفيتي.

### الإنتاج
بدأت رحلة الإنتاج عام 1979 وذلك بعد تسلم يوغسلافيا جميع الوثائق والرسومات اللازمة لصناعة الدبابة، وتم خلال العامين اللاحقين إجراء التعديلات على التصاميم والرسومات للدبابة لتلائم متطلبات الجيش اليوغسلافي وادخال المعدات اليوغسلافية عليها،
وتولت إنتاج الدبابة شركتان صربيتان وشركة كرواتية، وقبل أن يبدأ الإنتاج قامت الشركات المصنعة بشراء الآلات والمعدات اللازمة بقيمة 121 مليون دولار ، وقد أنتجت أول نسخة من الدبابة عام 1982-1983 لتدخل الخدمة في الجيش اليوغسلافي عام 1984.
وظهرات دبابة إم-84 لأول مرة في العلن عام 1985 خلال عرض عسكري أقيم في بلغراد، وحتى عما 1987 تم إنتاج ما مجموعة 370 دبابة إم-84، في 1988 بدأ إنتاج نسخة أحدث حملت الاسم "M-84A"، وبلغ مجموع ما أنتج 502 دبابة من الفئتين M-84 وM-84A للجيش اليوغسلافي.
في عام 1989 ابرمت الكويت عقدا مع يوغسلافيا لشراء 220 دبابة إم-84 بسعر 1.7 مليون دولار للدبابة الواحدة لكن بسبب تفكك يوغسلافيا لم يسلم إلى الكويت سوى 150 دبابة M-84AB و15 دبابة قيادة و15 عربة إصلاح مدرعة.

### التطوير

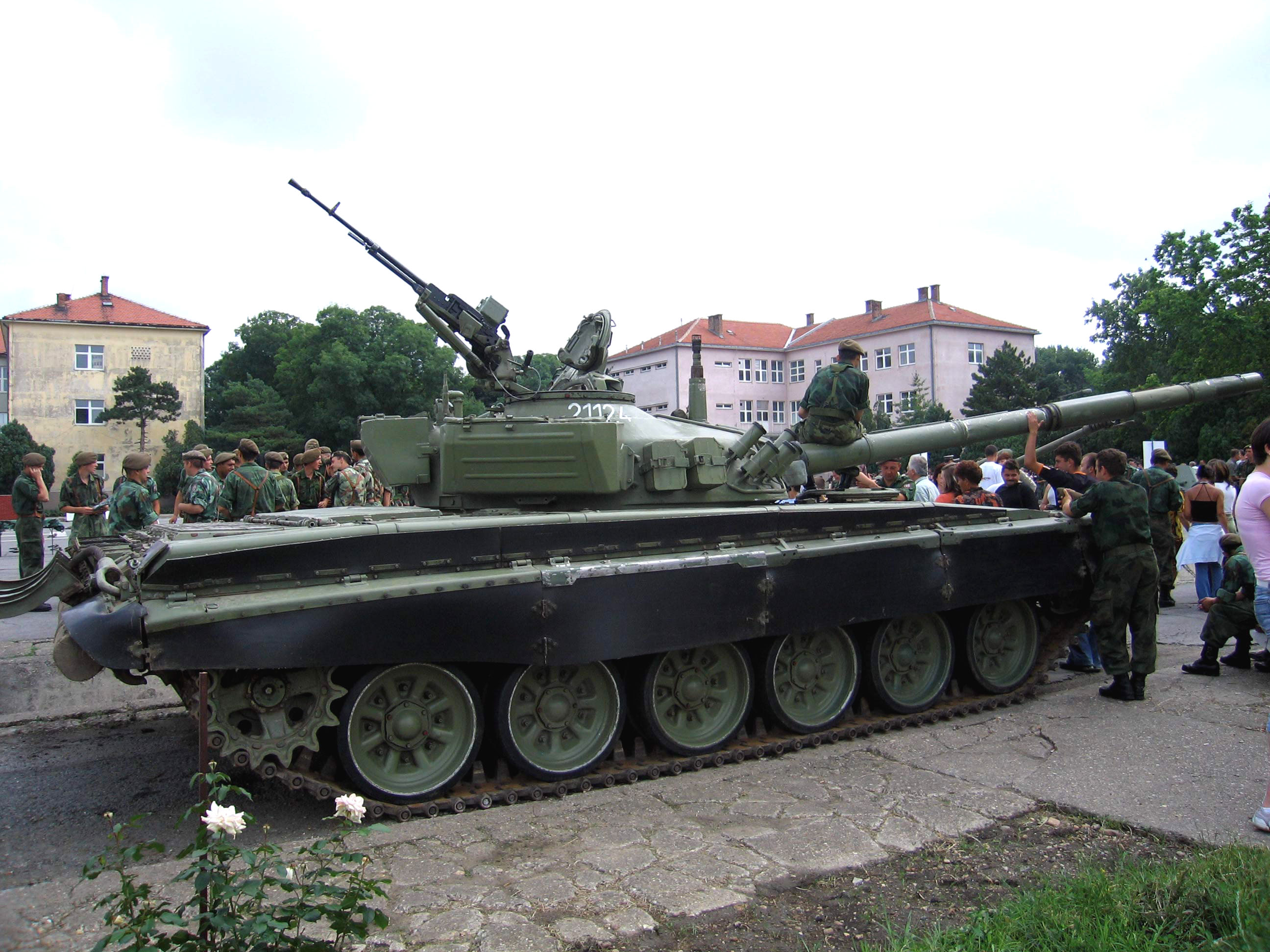
دبابة يوغسلافية

أدخلت يوغسلافيا بعض التحسينات على نسختها من الدبابة تضمنت تلك التعديلات تحسين درع المركبة ونظام تحكم بالنيران بالإضافة إلى تزويد الدبابة بمحرك جديد بقوة ألف حصان، كما قامت يوغسلافيا بإضافة التحسينات بعد سنوات قليلة التي تمثلت بالطراز M-84A عام 1988.
بعد تفكك يوغسلافيا طورت كل من كرواتيا ويوغسلافيا طرازات جديدة فطرحت صربيا طرازها الجديد المتمثل بالفئة M-84AB1 من الدبابة عام 2004 كآخر حزمة تطوير للدبابة ويتميز بنظام إدارة نيران حديث وصواريخ قنص AT-11 مضادة للدبابات وتعد النسخة الصربية مشابهة إلى حد كبير للدبابة الروسية T-90 سواء في القدرة أو في المظهر، كرواتيا بدورها قامت بتطوير نسختها من الدبابة إم-84 تحت اسم M-95 ديغمان.

## التصميم

### التصميم العام
تزن دبابة بتجهيزات القتال قرابة الـ 42 طنا، بطول 9.67 م وعرض 3.59 م وأرتفاع 2.19 م، يتكون الدرع بالنسبة للطراز M-84AB1 من وسائد أسطوانية عالية الصلابة من الفولاذ والتايتانيوم والألمنيوم، وتتألف جميع طرازات الدبابة إم-84 من طاقم مكون من 3 أفراد، هم المدفعي والأمر والسائق، حيث لا تحتوي دبابات M-84 على ملقم للذخيرة وذلك لوجود الملقم الآلي بالدبابة، ويكون مقعد الآمر على الجانب الأيمن للبرج، والمدفعي على اليسار منه، ويجلس السائق في مقدمة المركبة.

### التسليح

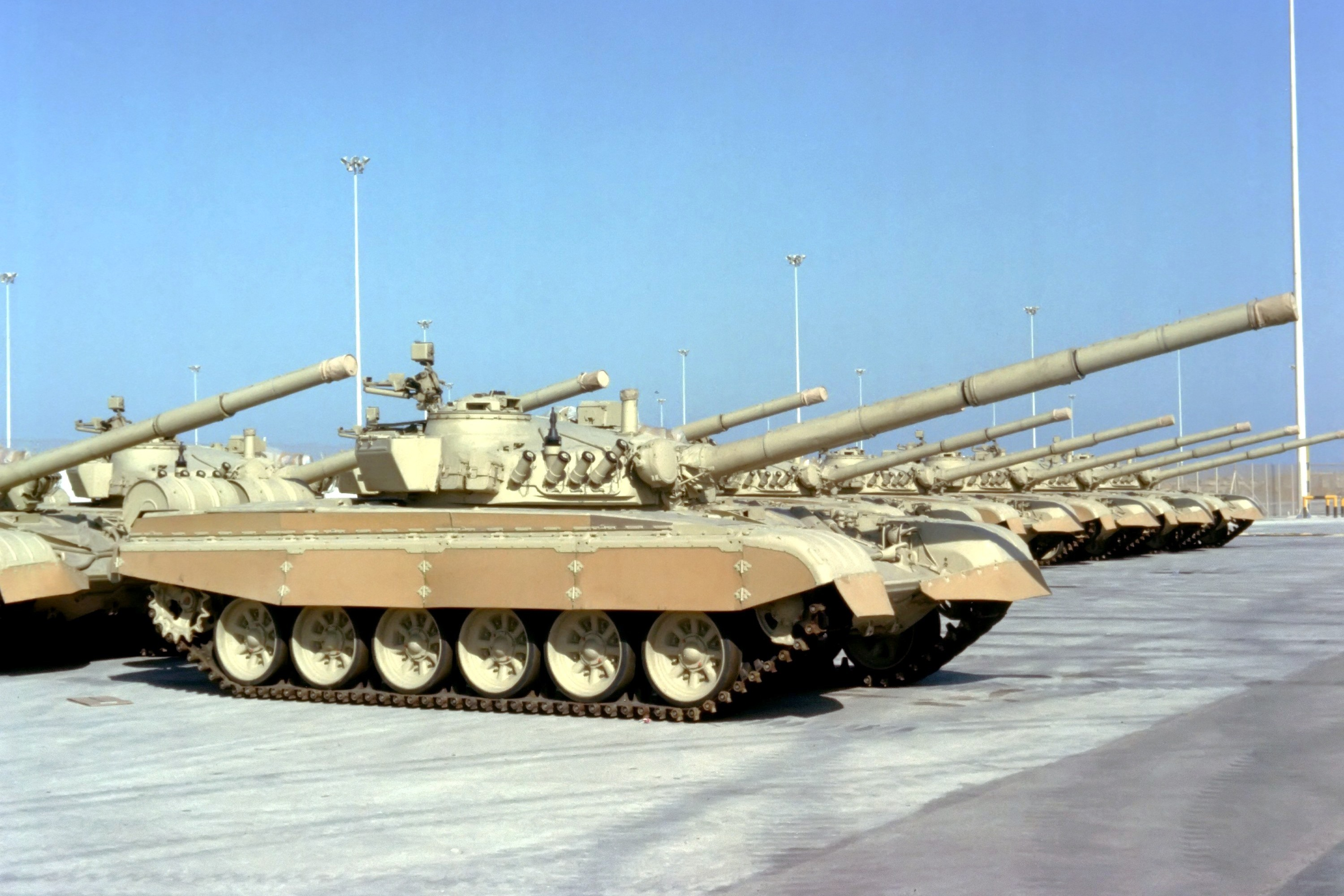
دبابات كويتية إبان حرب الخليج الثانية

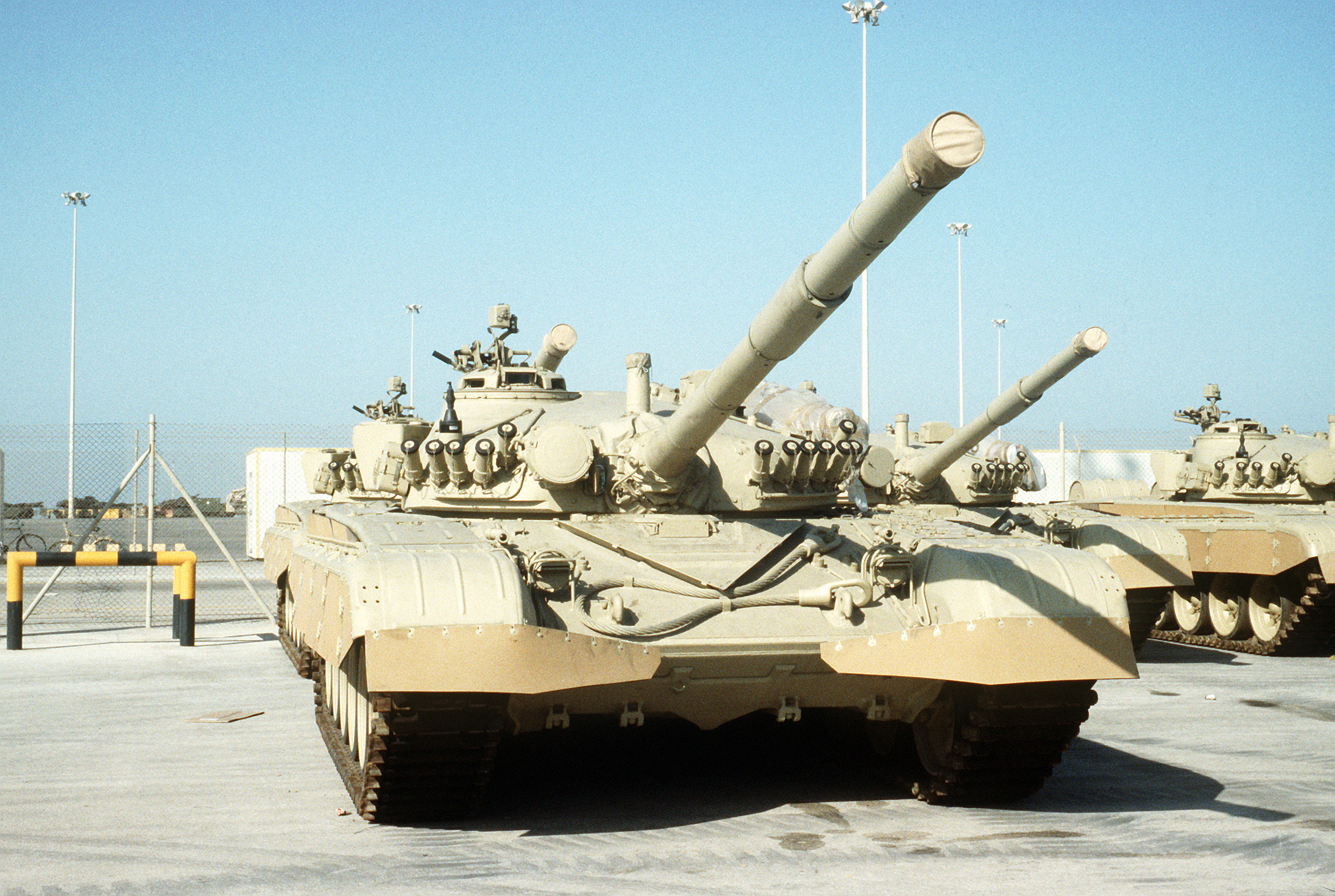
دبابة كويتية

التسليح الأساسي لدبابات إم-84 هو مدفع ذو سبطانة ملساء عيار 125 ملم ورشاش متحد المحور عيار 7.62 ملم بالإضافة إلى رشاش مضاد للطائرات عيار 12.7 ملم، ويتم تخزين ذخيرة المدفع تحت البرج مما يعطي الدبابة درجة إطلاق نيران عالية، كذلك تحتوي الدبابة على تجهيزات إضافية تشمل نظام تسديد نهاري-ليلي وجهازاً لتحديد المدى بالليزر، ومجسات للاستشعار، ويتواجد على مقدمة الدبابة 12 قاذف لقنابل الدخان.
- التسليح:[2]
  - مدفع رئيسي عيار 125 ملم. (المدفع مزود بجهاز توازن للرمي أثناء الحركة)
  - رشاش مساعد عيار 7.62 ملم.
  - رشاش مضاد للطائرات عيار 12.7 ملم.
  - أقصى زاوية ارتفاع للمدفع الرئيسي + 13 درجة
  - أقصى زاوية انخفاض للمدفع الرئيسي - 6 درجات
  - معدل رماية المدفع الرئيسي 6-9 قذائف في الدقيقة. (ملقم آلي)
  - أقصى معدل لدوران المدفع، في الاتجاه الأفقي 70 درجة
  - أقصى زاوية دوران للمدفع الرئيسي، في الاتجاه الأفقي 360 درجة.
  - التحكم في دوران البرج آلياً ويدوياً.
- الذخير:
  - 42 قذيفة للمدفع.
  - ألْفا طلقة للرشاش 7.62 ملم.
  - ألْفا طلقة لرشاش 12.7 ملم.

### الحركة
المحرك الأساسي للدبابة إم-84 هو محرك ديزل V46 ذو 12 أسطوانة مبرد بالمياه يولد طاقة تقدر بـ 574 كيلو واط مايعادل 780 حصان، فيما زودت الفئة M-84A بمحرك أكثر قوة يولد طاقة تقدر بـ 1,000 حصان، السعة القصوى لخزان الوقود تبلغ 1,200 لتر إضافة إلى برميلي وقود بسعة 200 لتر للبرميل الواحد، يبلغ مدى الدبابة 450 كيلو مترا يزداد المدى ليصل إلى 650 كم مع خزانات الوقود الخارجية.
يمكن لدبابة إم-84 أن تجتاز أي مانع مائي بعمق يصل إلى 1.2 م ويمكنها اجتياز مانع مائي بعمق 1.8 م بالتجهيزات وإلى ما يصل لـ 5 م بالتجهيزات الخاصة.

## التاريخ القتالي

### حرب الخليج الثانية

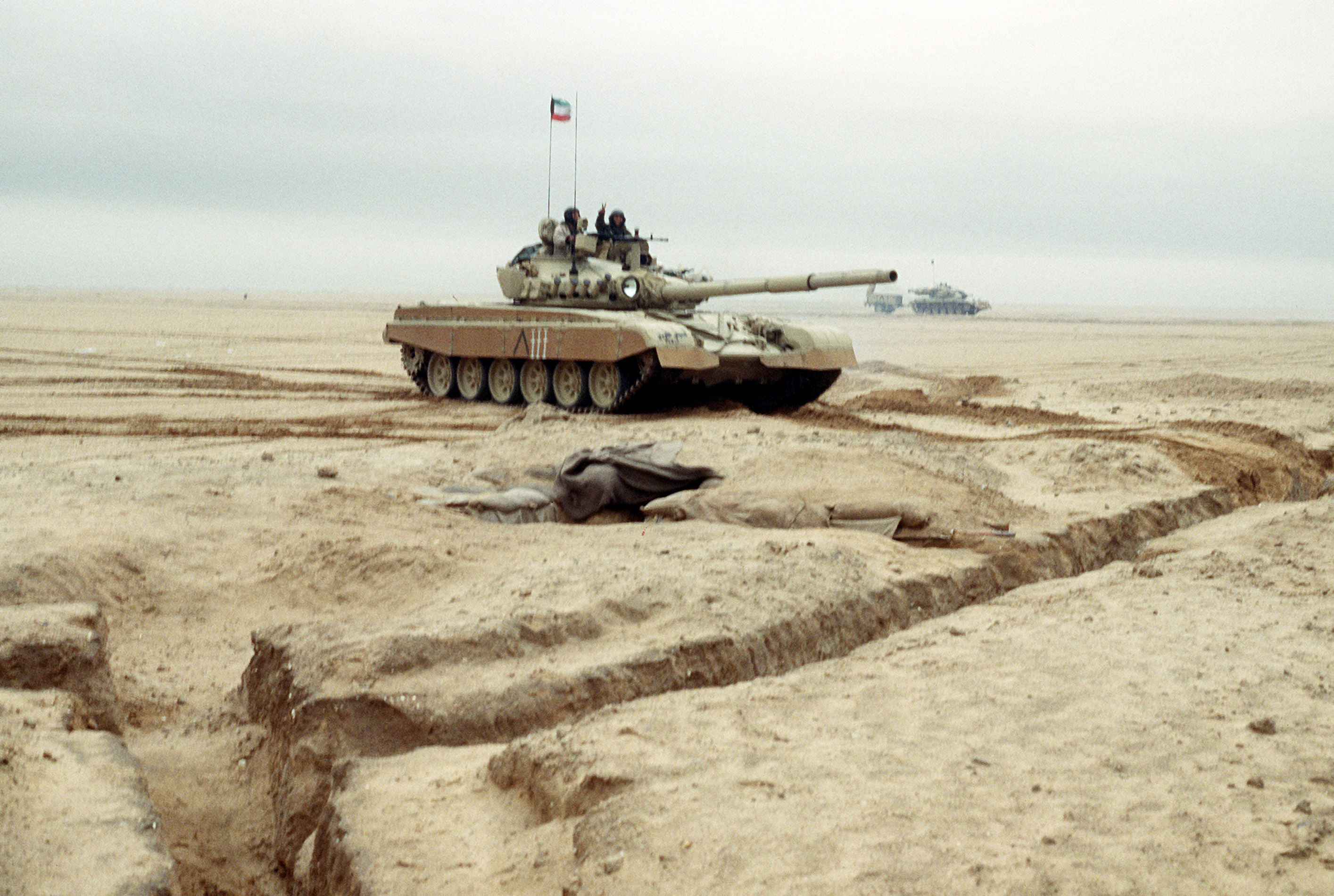
دبابة M-84 كويتية خلال الحملة البرية في حرب تحرير الكويت

تسلمت الحكومة الكويتية بالطائف دفعة من دبابات إم-84 من جمهورية يوغسلافيا وكانت الكويت قد تعاقدت قد على شرائها في أواخر الثمانينات، خلال الأحتلال العراقي للكويت تم تجهز اللواء المدرع 35 المرابط بالسعودية بالدبابات وشارك في دخول الكويت خلال حرب تحرير الكويت مع باقي وحدات القوات المسلحة الكويتية.

### حروب يوغسلافيا
سلوفينيا
أثناء حرب استقلال سلوفينيا في 27 يونيو 1991 تم استخدام دبابات الإم-84 من قبل الجيش الشعبي اليوغسلافي، وذلك لإعادة السيطرة على الأراضي اليوغوسلافية.

## الفئات

### M-84 (يوغسلافيا)
أول نسخة انتجتها جمهورية يوغسلافيا في بداية الثمانينات وكشف عنها في عام 1984.

### M-84A (يوغسلافيا)
نسخة أحدث بدأ إنتاجها عام 1988 بمحرك بقوة 1000 حصان.

### M-84AB (يوغسلافيا)
هي الفئة التصديرية للدبابة إم-84 وهي التي تملكها الكويت وقد جهزت هذه الفئة بنظام تحكم للنيران حاسوبي محدث ونظام تسديد نهاري ليلي مدفعي مع جهاز توازن مستقل يمكّن الدبابة من الرماية أثناء الحركة، وجهاز لتحديد المدى بالليزر.

### M-84ABN (يوغسلافيا)
نفس الفئة M-84AB لكنها زودت بتجهيزات إضافية للملاحة البرية.

### M-84ABK دبابة القيادة (يوغسلافيا)
نفس الفئة M-84AB إلا انها زودت بمعدات عديدة للاتصالات والملاحة البرية.

### M-84A4 القناص (كرواتيا)
هذه النسخة تتضمن تحسينات مطورة تضمنت جهاز التسديد النهاري الليلي ومعدات الكمبيوتر وتحسين أرتفاع المركبة ومجسات الأستشعار.
وقد أشترت الحكومة الكرواتية 20 دبابة من هذه النسخة عام 2003 من المصنع المحلي كما تحوي هذه الفئة محرك ألماني الصنع بقوة 1,100 حصان بدل المحرك التقليدي ذو الألف حصان.

### M-84AB1 (صربيا)
هذه الفئة طورتها صربيا وهي أخر حزمة تطوير لدبابة ام-84 في الجيش الصربي حيث أضيف للدبابة نظام تحكم بالنيران جديد ودرع جديد مكون من وسائد إسطوانية من فولاذ عالي الصلابة والتايتنيوم

### M-95 ديغمان (كرواتيا)
هذه الفئة طورتها كرواتيا وقد جهزت بمحرك ألماني بقوة 1,200 حصان ودرع جديد كما ان ملغمها الآلي أسرع بـ 15% بحيث يعبئ 9 قذائف بالدقيقة بدل 8.

## المستخدمون

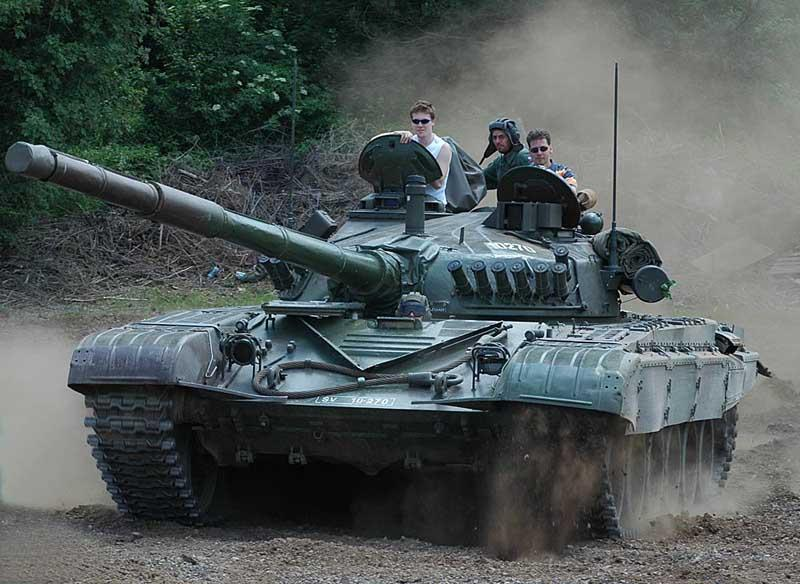
دبابة سلوفينية

- صربيا: أكبر مشغل للدبابات إم 84، تمتلك 212 دبابة M-84 في الخدمة بطرازات مختلفة تشمل M-84, M-84A, M-84AI.
- الكويت 150 دبابة  M-84AB في الخدمة سلمت بعد التحرير.
- البوسنة والهرسك:35 دبابة M-84.
- كرواتيا: 80 دبابة M-84 نصفهم استولت عليهم كرواتيا خلال الحرب اليوغسلافية.
- سلوفينيا: 54 دباية M-84 أغلبهم بالخدمة.

العراق 76 دبابه في الخدمه

## مواضيع مرتبطة
- دبابة أسد بابل
- T-62
- T-72
- T-80
- T-90